# الجبهة الدفاعية الإسلامية
الجبهة الدفاعية الإسلامية (بالإندونيسية: Front Pembela Islam) هي منظمة سياسية إسلامية إندونيسية تشكلت في عام 1998. أسسها محمد رزق شهاب بدعم من الجيش الإندونيسي وجنرالات الشرطة والنخب السياسية. زعيم المنظمة هو أحمد شبري لوبيس منذ عام 2015، ولا يزال رزق شهاب يتصرف كمستشار مع لقب الإمام العظيم للجبهة الدفاعية الإسلامية.
بدأت الجبهة الدفاعية الإسلامية في الأصل كمجموعة أهلية مدنية وضعت نفسها كقوة شرطة معنوية إسلامية ضد الرذيلة، التي لم تكن ترخص الحكومة لنشاطها. استهدفت الجبهة العديد من الأكشاك الصغيرة والمتاجر والحانات والنوادي الليلية وأماكن الترفيه التي كان ينظر إليها على أنها غير مناسبة لبيع الكحول أو الافتتاح أثناء شهر رمضان. في وقت لاحق حولت الجبهة نفسها إلى جماعة ضغط إسلامية لها حملات نشطة على الإنترنت.
نظمت المنظمة عددًا من الاحتجاجات الجماهيرية الدينية والسياسية، وأبرز مثال على ذلك هو احتجاجات جاكرتا في نوفمبر 2016 والعديد من التجمعات الأخرى ضد حاكم جاكرتا باسوكي تجاهيا بورنام في الأشهر التالية لأزمته في الانتخابات. تظاهرة بارزة أخرى نظمتها الجبهة كانت حشدًا في السفارة الأمريكية تدين حرب العراق، ويعود تاريخ المظاهرة إلى أواخر عام 2003. وانتُقدت الاحتجاجات لأنها ارتكبت جرائم الكراهية باسم الإسلام، والعنف المتصل بالدين.

## التاريخ
تأسست الجبهة الدفاعية الإسلامية في 17 أغسطس 1998م من قبل حبيب محمد رزيق سيهاب وهو عربي حضرمي إندونيسي من أصول سنية إسلامية، والمعروف عن دفاعه عن الحضارمة الصوفية أثناء ضد الأحمديين والشيعة. تلقت المؤسسة دعماً من جنرالات الجيش والشرطة، بمن فيهم قائد شرطة جاكرتا السابق نوجروهو جوسمان. ترتبط الجبهة أيضًا مع قائد القوات المسلحة الوطنية الإندونيسية السابق ويرانتو. تقول البرقيات الدبلوماسية الأمريكية المسربة التي تم الحصول عليها من خلال موقع ويكيليكس إن الجبهة تلقت تمويلًا من الشرطة والنخب السياسية السابقة. تهدف الجبهة رسميا إلى تطبيق الشريعة في إندونيسيا.
في وقت لاحق حولت الجبهة نفسها إلى جماعة ضغط إسلامية تعزز دوافعها السياسية من خلال الترويج لما يعتبر دعاية دينية أو عنصرية من خلال الإنترنت وحملات معارضة للحكومة في بعض الأحيان. في يناير 2017 تم تعليق العديد من حسابات تويتر الرسمية لأعضاء الجبهة الدفاعية الإسلامية نظرًا لانتهاكها قواعد تويتر، بما في ذلك البريد العشوائي والتهديدات.

## الهيكل التنظيمي
- المجلس الوطني للقادة: يشرف على التنظيم والقضايا التي تهم الأمة بأكملها، ويشمل تنظيمه محسن أحمد العطاس، وحبيب رزق (2003-2008).
- المجلس الإقليمي للقادة: يشرف على التنظيم والقضايا التي تهم المقاطعات.
- زعيم الجبهة في سوراكارتا: هو أبو بكر باعشير.
- مجلس إدارة المنطقة: يشرف على التنظيم والقضايا التي تهم المدينة.
- فرع مجلس القادة: يشرف على التنظيم والقضايا التي تهم المنطقة.

## حظر الجماعة
أعلنت إندونيسيا في 30 ديسمبر /كانون الأول 2020 حظر الجبهة الدفاعية الإسلامية حيث أعلن وزیر الأمن الإندونیسي محمد محفوظ بأن الحكومة الإندونيسية قامت بحظر جماعة جبهة الدفاع عن الإسلام المتشددة وقال بأن الجماعة المعروفة علی نطاق واسع بالاختصار FPI تم حظرھا رسمیا، وأن قرار الحظر دخل حیز التنفیذ علی الفور، وسیجري منع أي أنشطة تقوم بها فی البلاد .